# Hitlerjugend
Hitlerjugend (HJ på dansk: "Hitler-ungdom") var en paramilitær ungdomsorganisation for drenge. De blev opdraget efter den ariske races principper i Nazityskland.
Organisationens medlemmer var unge fra 6 til 18 år, der blev oplært til at blive gode nazister, soldater og administratorer.
Lederen af HJ var fra 1931 Baldur von Schirach.
Efter uddannelse i Hitlerjugend var det et krav, at de unge fortsatte i et af de militære værn SS eller værnemagten. De blev fra barnsben oplært i at være soldater samt til at vide, hvilken stor ære det var at dø på slagmarken. En tysk "Waffen SS"-soldat fortalte, at det var tydeligt at se oplæringens effekt på drengene fra Hitlerjugend – han havde sågar set én sprænge sig selv i luften med en panserværnsraket for at tilintetgøre en amerikansk Sherman-kampvogn. Medlemmerne hjalp med at finde lokaler til sårede tyske soldater og fungerede også som et brandkorps. I løbet af krigen slukkede de brande under bombardementerne.
Mange klubber blev lagt ind under Hitlerjugend, så næsten alle drenge i Tyskland var medlemmer.

## Oprindelse
Hitlerjugend blev grundlagt under navnet Jungsturm Adolf Hitler i 1922. Den første gruppe havde tilholdssted i München og var rekrutteringsgruppe for Sturmabteilung. Gruppen blev opløst i 1923 efter nazisternes mislykkede ølkælderkup.
I 1926, et år efter reorganiseringen af NSDAP, blev gruppen genoprettet som Hitlerjugend. Dens hovedopgave var at rekruttere for partiet. Den første leder var Baldur von Schirach, som havde titlen rigsungdomsfører (tysk: Reichsjugendführer). Inden 1930 havde Hitlerjugend over 25.000 medlemmer. Der var ud over Hitlerjugend: Bund Deutscher Mädel for piger og Deutsches Jungvolk for drenge.

## Oplæring
Organisationen var baseret på nazismens tanke om et arisk herrefolk, og medlemmerne skulle trænes til at blive trofaste soldater for Nazi-Tyskland. Der blev lagt mest vægt på den fysiske og militære træning og mindre på akademisk læring. Medlemmerne blev oplært i våbenbrug og strategi samt indoktrineret i den nazistiske lære, ikke mindst antisemitismen.
Medlemmerne bar uniformer som partimedlemmerne. Systemet for rang lignede SA's.
Ledelsen i Hitlerjugend gav lærerne nye retningslinjer og pointerede, at organisationens medlemmers autoritet ikke skulle undergraves foran de andre elever. I uniform gik medlemmerne af gruppen ind i klasserne til lærere, Ikke forstået: som ikke viste tilstrækkelig begejstring for nazismen. Ungdommen har på et højere niveau altid ret, hævdede ledelsen. Men til sidst måtte de indse, at de udisciplinerede unge skulle bremse enhver.

## Struktur
Hitlerjugend var organiseret i korps, som blev ledet af voksne partimedlemmer. De fleste af medlemmerne var drenge i alderen 14 til 18 år. Fra 1. december 1936 var medlemskabet obligatorisk for alle tyske unge drenge, såfremt de ikke var af jødisk afstamning eller havde begået kriminelle handlinger. Antallet af medlemmer oversteg ikke 100.000 grundet manglende tvangsmidler mod unge der ikke ville være medlemmer af HJ. Den 25. marts 1939 blev ungdomstjeneste indført, og det blev da slået fast, at forældre, hvis sønner ikke meldte sig, ville blive straffet. Nu steg medlemstallet i løbet af kort tid til mere end 8 millioner.
Organisationen blev i stigende grad rekrutteringsgrundlag for de væbnede styrker. SS var specielt interesseret, fordi medlemmerne af Hitlerjugend var stærkt indoktrinerede og havde fået grundlæggende militær træning.
På lokalt niveau var Hitlerjugend delt i celler, som først og fremmest havde ansvaret for den politiske oplæring. Regionalt blev der organiseret stævner og træningslejre, hvor der var en kombination af fysisk og militær træning samt politisk oplæring. En gang om året blev der afholdt et nationalt stævne i Nürnberg i forbindelse med NSDAP's årlige forsamling.
Hitlerjugend bestod også af træningsakademier, som kunne erstatte skolegang og lagde betragtelig mindre vægt på akademisk kundskab end skolerne. Især lagde man vægt på at forberede de unge til lederstillinger i partiet. Kun de mest trofaste medlemmer fik adgang til akademierne.

### Undergrupper og organisationer
Det fandtes flere særgrupper, som blev medregnet som en del af Hitlerjugend:
- Pimpf (6-10-årige drenge)
- Das deutsche Jungvolk (10-13-årige drenge)
- Det egentlige Hitlerjugend (14-18-årige drenge)
- Jungmädelbund (10-13-årige piger)
- Bund Deutscher Mädel (14-18-årige piger)
- Werk Glaube und Schönheit (19-21-årige piger)

### Specialgrupper
Specialgrupper var knyttet til de forskellige typer af filialer i de væbnede styrker, først og fremmest for at træne fremtidige officerer:
- Flieger-HJ (flyvevåbnet)
- Motor-HJ (mekaniseret)
- Marine-HJ (marinen)
- Nachrichten-HJ (efterretningen)
- Reiter-HJ (ryttere)
- HJ-Feuerwehrscharen (brandværnet)
- HJ-Bergfahrtengruppen (Gebirgsjägere)
- HJ-Streifendienst
- HJ-Feldschere (sanitet)
- BDM-Gesundheitsdienstmädel (sanitet, for piger)

## Uniformer og grader
Medlemmerne i Hitlerjugend måtte selv skaffe deres uniformer, enten de blev købt færdiglavede i butikker eller de blev syet.
Sommeruniformen for drenge bestod af en brun skjorte, sorte, korte bukser og lange, brune eller grå sokker. Om halsen bar de sorte spejdertørklæder og om livet sorte bælter med HJ-mærket. Vinteruniformen, som kom i 1937, bestod af mørkeblå eller sorte, lange bukser, brun skjorte og sort tørklæde. På hovedet blå-sorte kasketter. Af emblemer og mærker var armbindet det mest slående. Det viste som hovedflaget for organisationen et sort hagekors i en hvid kvadrat på en rød baggrund med en bred hvid stribe på midten.

## Under 2. verdenskrig
.
I 1940 overtog Arthur Axmann ledelsen af Hitlerjugend. Han begyndte straks at reformere organisationen, så den blev en reservestyrke, som kunne udføre kamptjeneste efter behov. Hitlerjugend blev især sat ind i brandværnet, og mange medlemmer deltog ved oprydningsarbejdet efter bombeangreb på tyske byer. Andre gjorde tjeneste ved postvæsenet, jernbanen og radiostationerne, så voksne mænd kunne udskrives, uden at vigtige dele af samfundsmaskineriet blev standset. Mange blev også udskrevet til luftværnet, specielt efter Luftwaffe mistede luftherredømmet over Tyskland, og de allierede bombeangreb tiltog i hyppighed og intensitet.
Fra 1943 blev Hitlerjugend i større grad en reservestyrke til erstatning for faldne soldater. XII SS-divison Hitler-Jugend under Kurt Meyer var en division udelukkende med Hitlerjugend-medlemmer mellem 16 og 18 år.
Efter den allierede invasion af Tyskland blev også medlemmer ned til 10-årsalderen rekrutteret i Volkssturm, en militær afdeling som bestod af unge, ældre og lettere invaliderede veteraner. Under Slaget om Berlin udgjorde Hitlerjugend-medlemmer størsteparten af de tyske styrker. De kæmpede fanatisk, men havde ikke modtaget træning og udstyr, som gjorde dem i stand til at stå imod de russiske styrker. De led store tab.

## Efter krigen
Hitlerjugend blev i lighed med andre nazistiske organisationer opløst af de allierede okkupationsmyndigheder. Nogle af medlemmerne blev anklaget for krigsforbrydelser, men da de fleste var mindreårige, blev der ikke gjort seriøse forsøg på videre retsforfølgning af de tidligere medlemmer af HJ.
Organisationen blev ikke erklæret som en krigsforbrydelsesorganisation, men det voksne lederskab i SS blev kollektivt kendt skyldige i forbrydelser mod freden i form af indoktrinering af ungdommen. Mange af lederne blev stillet for retten. Baldur von Schirach fik tyve års fængsel.

## Andet
Hitlerjugend var også navnet på en kampvognsdivision inden for Waffen-SS, 12.SS-Panzer-Division Hitlerjugend. Panserdivisionen blev oprettet i 1943 med mandskab fra Hitlerjugend og officerer fra Leibstandarte Adolf Hitler.